# Leopold Hoesch
 Leopold Hoesch  (nacido el 16 de febrero de 1969 en Colonia, 
Alemania) es productor de cine alemán, galardonado por Emmy Award y fundador de la productora de 
películas Broadview TV GmbH.

## Vida
Leopold Hoesch fue nacido y criado en Colonia, Alemania. 
Pertenece a la cuarta generación de descendientes del industrial Viktor Hoesch y también nieto de Curt-
Christoph Alexander von Pfuel.

## Broadview TV
En 1999 fundó la productora de películas Broadview TV GmbH, de la que es socio y gerente. Desde entonces, Leopold Hoesch ha producido numerosos documentales con los que ha 
sido varias veces galardonado.

## Filmografía
| Año  | Título                                                               | Género                 | Duración           | Emisora                             |
| ---- | -------------------------------------------------------------------- | ---------------------- | ------------------ | ----------------------------------- |
| 2021 | Schwarze Adler (Black Eagles)                                        | Documentary            | 1 x 100'           | amazon prime, ZDF                   |
| 2021 | SKIN ON SKIN: A Brief Cultural History of Touch                      | Documentary            | 1 x 52'            | Arte                                |
| 2020 | "Hello, Dictator": Orbán, the EU and the rule of law                 | Documentary            | 1 x 89'            | Arte                                |
| 2020 | FORESTLAND: A Deep Dive into the German "Heimat"                     | Documentary            | 1 x 52'            | Arte                                |
| 2020 | Gerhard Schröder – Beat the drum                                     | Documentary            | 1 x 52'            | Arte                                |
| 2020 | Al Pacino – The Reluctant Star                                       | Documentary            | 1 x 58'            | 3sat                                |
| 2020 | Germany's great clans – The Joop Story                               | Documentary            | 1 x 43'            | ZDF                                 |
| 2019 | Killer Germs – When antibiotics no longer work                       | Documentary            | 1 x 43'            | ZDF                                 |
| 2019 | Resistance Fighters: The Global Antibiotics Crisis                   | Feature documentary    | 1 x 98' \| 1 x 60' |                                     |
| 2019 | The Price of Protest: The Colin Kaepernick Story                     | Documentary            | 1 x 52'            | ARTE G.E.I.E.                       |
| 2019 | Kroos                                                                | Feature documentary    | 1 x 114'           |                                     |
| 2018 | Germany's great clans – The Lidl Story                               | Documentary            | 1 x 45'            | ZDF                                 |
| 2018 | Coal                                                                 | Documentary            | 2 x 90'            | ARTE/ZDF                            |
| 2017 | Who owns Nature?                                                     | Theatrical Documentary | 1 x 100'           |                                     |
| 2016 | Angela Merkel – The Unexpected                                       | Documentary            | 1 x 90'            | Arte, MDR                           |
| 2016 | Germany's great clans – The C&A Story                                | Documentary            | 1 x 45'            | ZDF                                 |
| 2016 | HEDDA                                                                | Fiction                | 1 x 90'            | 3sat, Arte                          |
| 2015 | Hitler's Mein Kampf – A Dangerous Book                               | Documentary            | 1 x 52'            | Arte, ZDF                           |
| 2015 | Sinatra                                                              | Documentary            | 1 x 90'            | Arte                                |
| 2015 | Arthur Miller – Man of the Century                                   | Documentary            | 1 x 60             | 3sat                                |
| 2015 | Slapstick – The art of failure                                       | Documentary            | 1 x 52             | Arte                                |
| 2015 | Cologne's Grand Hotel – The Excelsior Hotel Ernst                    | Documentary            | 1 x 52'            | WDR                                 |
| 2014 | Nowitzki – The Perfect Shot                                          | Documentary            | 1 x 90'            |                                     |
| 2014 | Breath of Freedom                                                    | Documentary            | 1 x 90'            | MDR, Arte, Smithonian Channel       |
| 2014 | Train to Freedom                                                     | Documentary            | 1 x 90'            | MDR, Arte                           |
| 2014 | Gurlitt and the Secret of the Nazi Treasure                          | Documentary            | 1 x 45'            | Arte                                |
| 2014 | The Aldi Story - Karl and Theo Albrecht                              | Documentary            | 1 x 45'            | ZDF                                 |
| 2013 | German Dynasties: Lippe and His Royal House                          | Documentary            | 1 x 45'            | WDR                                 |
| 2012 | Silent Night in Stalingrad                                           | Documentary            | 1 x 45'            | ZDF                                 |
| 2012 | The Kings of Sweden – A New Generation for the Monarchy              | Documentary            | 1 x 45'            | ZDF                                 |
| 2012 | Gerhart Hauptmann: Rebel and Representative                          | Documentary            | 1 x 45'            | 3Sat                                |
| 2012 | German Dynasties: The Princes of Sayn-Wittgenstein-Berleburg         | Documentary            | 1 x 45'            | WDR                                 |
| 2012 | German Dynasties: The Counts of Beissel von Gymnich                  | Documentary            | 1 x 45'            | WDR                                 |
| 2012 | Citizen Springer                                                     | Documentary            | 1 x 90'            | ARTE/ZDF                            |
| 2012 | German Dynasties: The Opels                                          | Documentary            | 1 x 45'            | ARD                                 |
| 2012 | German Dynasties: The Hohenzollerns                                  | Documentary            | 1 x 45'            | ARD                                 |
| 2012 | Munich 72 - The documentary                                          | Documentary            | 1 x 45'            | ZDF                                 |
| 2012 | The Drama of Dresden                                                 | Documentary            | 1 x 45'            | ZDF                                 |
| 2011 | KLITSCHKO                                                            | Documentary            | 1 x 90'            | Kino                                |
| 2011 | Welcome Home                                                         | Mini-Series            | 6 x 30'            | ZDFkultur                           |
| 2011 | John Fitzgerald’s Private Life                                       | Documentary            | 1 x 45'            | ZDF                                 |
| 2011 | Too Young To Die: John Belushi                                       | Mini-Series            | 1 x 52'            | arte                                |
| 2011 | Too Young To Die: Kurt Cobain                                        | Mini-Series            | 1 x 52'            | arte                                |
| 2011 | Too Young To Die: Heath Ledger                                       | Mini-Series            | 1 x 52'            | arte                                |
| 2011 | Too Young To Die: Sharon Tate                                        | Mini-Series            | 1 x 52'            | arte                                |
| 2011 | The Kings of Sweden: Royal Affairs! Carl Gustaf and the Swedes       | Documentary            | 1 x 45'            | ZDF                                 |
| 2010 | The chancellor who fell to his knees. The two lives of Willy Brandt. | Docudrama              | 1 x 90'            | MDR                                 |
| 2010 | The Grimaldis: noblesse oblige                                       | Documentary            | 1 x 45'            | ARD                                 |
| 2010 | German Dynasties: The Thyssens                                       | Documentary            | 1 x 45'            | ARD                                 |
| 2010 | German Dynasties: The Oetkers                                        | Documentary            | 1 x 45'            | ARD                                 |
| 2010 | German Dynasties: The Gerlings                                       | Documentary            | 1 x 45'            | WDR                                 |
| 2010 | The Kings of Sweden: Royal Wedding!: A Prince for Victoria           | Documentary            | 1 x 45'            | ZDF                                 |
| 2010 | Dangerous trek trough Caucasus                                       | Documentary            | 1 x 45'            | NDR                                 |
| 2010 | The German Kaiser`s Empire                                           | Documentary            | 3 x 45'            | ZDF                                 |
| 2009 | German Dynasties: The Princes of Bentheim-Tecklenburg                | Documentary            | 1 x 45'            | WDR                                 |
| 2009 | The Miracle of Leipzig                                               | Docudrama              | 1 x 90'            | MDR, ARTE, TVP, Magyar TV, NRK, YLE |
| 2009 | The Kings of Sweden: The Kings` Children: Victoria and Daniel        | Documentary            | 1 x 45'            | ZDF                                 |
| 2009 | Bella Italia – A Time Travel to Italy                                | Documentary            | 1 x 45'            | WDR                                 |
| 2009 | The Emerald Isle – A Time Travel to Ireland                          | Documentary            | 1 x 45'            | WDR                                 |
| 2009 | To live the Life of Riley – A Time Travel to the French Riviera      | Documentary            | 1 x 45'            | WDR                                 |
| 2009 | German Dynasties: The Krupps                                         | Documentary            | 1 x 45'            | ZDF                                 |
| 2009 | German Dynasties: The Counts of Oeynhausen-Sierstorpff               | Documentary            | 1 x 45'            | WDR                                 |
| 2008 | German Dynasties: 4711 – Eau de Cologne                              | Documentary            | 1 x 45'            | WDR                                 |
| 2008 | The Human Footprint                                                  | Documentary            | 1 x 75'            | ARD                                 |
| 2008 | Majesty! Bhumibol and Sirikit of Thailand                            | Documentary            | 1 x 45'            | ZDF                                 |
| 2008 | Franz Josef Strauß – A German Story                                  | Documentary            | 2 x 45'            | ZDF                                 |
| 2008 | German Dynasties: Deichmann                                          | Documentary            | 1 x 45'            | WDR                                 |
| 2007 | German Dynasties: Oetker                                             | Documentary            | 1 x 45'            | WDR                                 |
| 2007 | Legends: Heinz Rühmann                                               | Documentary            | 1 x 45'            | WDR                                 |
| 2007 | The Kings of Sweden: The Kings` Children: Victoria and her Daniel    | Documentary            | 1 x 45'            | ZDF                                 |
| 2006 | The Kings of Sweden: Majesty! Silvia and Carl Gustaf of Sweden       | Documentary            | 1 x 45'            | ZDF                                 |
| 2006 | Bella Italia – In Love for Eternity                                  | Documentary            | 2 x 45'            | WDR                                 |
| 2006 | German Dynasties: Haniel                                             | Documentary            | 1 x 45'            | ZDF                                 |
| 2006 | Black September: Munich Olympics 1972 – The Attack                   | Documentary            | 1 x 90'            | ZDF                                 |
| 2006 | Germany – World Cup 2006: Champion of Hearts                         | Documentary            | 1 x 45'            | ZDF                                 |
| 2006 | Wembley '66 World Cup – The True Story                               | Documentary            | 1 x 45'            | ZDF                                 |
| 2006 | A Football Love Affaire                                              | Docudrama              | 1 x 90'            | ZDF                                 |
| 2006 | Stalingrad – Director`s Cut                                          | Documentary            | 1 x 90'            | ZDF                                 |
| 2005 | Drama of Dresden                                                     | Documentary            | 1 x 90'            | ZDF                                 |
| 2004 | Hitler`s Managers: Gustav and Alfried Krupp                          | Documentary            | 1 x 52'            | History Channel                     |
| 2004 | Revolution ON AIR                                                    | Documentary            | 1 x 60'            | NHK                                 |
| 2004 | Miracle of Bern – The True Story                                     | Documentary            | 1 x 90'            | arte/ORF                            |
| 2004 | Miracle of Bern – The Game                                           | Documentary            | 1 x 40'            | ZDF                                 |
| 2004 | The Longest Day                                                      | Documentary            | 1 x 52'            | History Channel                     |
| 2004 | Makarenko principles                                                 | Documentary            | 1 x 45'            | ZDFtheaterkanal                     |
| 2003 | Prisoners of War: The Return of the Ten Thousand                     | Documentary            | 1 x 45'            | ZDF                                 |
| 2003 | Stalingrad - A Trilogy                                               | Documentary            | 1 x 52'            | TVS/Teleac/NOT/YLE                  |
| 2002 | Foyer                                                                | Magazine               | 48 x 30'           | ZDFtheaterkanal                     |
| 2001 | The War of the Century: Death Trap                                   | Documentary            | 1 x 52'            | History Channel                     |

## Series
- Noble Dynasties in North Rhine-Westphalia
- German Dynasties
- Royals
- Theatre Makers
- Theatre Portraits
- Dynasties in North Rhine-Westphalia
- TOO Young TO DIE
- 'UNSER LAND'

## Premios y nominaciones recibidos por Broadview TV
- 2020 German Television Award for "Resistance Fighters" (Best Editing Info/Documentary)
- 2020 Nominated – German Television Award for "Resistance Fighters" (Best Documentary)
- 2020 Award of Excellence Special Mention: Documentary Feature at the Impact DOCS Awards for "Resistance Fighters"[1]
- 2019 Impact Award at the Vancouver International Film Festival for "Resistance Fighters"[2]
- 2019 Grand Prix AST – Ville de Paris at the Pariscience Film Festival for "Resistance Fighters"
- 2019 Nominated – German Television Award for "Coal"
- 2018 Nominated – German Television Award for "3 Days in September" (Best Documentary)
- 2017 Deutsche Akademie für Fernsehen: Award for Myrna Drews for "Hedda" (Set design)
- 2017 Deutscher Wirtschaftsfilmpreis for "Germany's great clans - The C&A Story"
- 2015 RIAS TV Award for "Breath of Freedom"
- 2015 Nominated – Deutscher Filmpreis for "Nowitzki. The Perfect Shot"
- 2015 Nominated – Magnolia Award (Shanghái) for "Nowitzki. The Perfect Shot"
- 2014 Nominated – Magnolia Award (Shanghái), Prix Europe and Rockie Award (BANFF) for "Breath of Freedom"
- 2013 Bavarian TV Award for "Citizen Springer"
- 2013 Nominated – Sports Emmy Award for "KLITSCHKO"
- 2012 Deutscher Wirtschaftsfilmpreis Award for "Citizen Springer"
- 2012 Romy Award (Austria) for "KLITSCHKO" as 'Best Documentary Cinema' and for Leopold Hoesch as 'Best Producer'
- 2011 Magnolia Award (Shanghái) for "The chancellor who fell to his knees. The two lives of Willy Brandt."
- 2010 Banff World Media Festival Rockie Award for "The Miracle of Leipzig"
- 2010 WorldFest-Houston Gold Remi Award for "The Miracle of Leipzig"
- 2009 DocumFest (Timișoara, Romania) Great Prize Award for "The Miracle of Leipzig"
- 2006 Nominated – World Television Award (Banff) for "The Drama of Dresden"
- 2006 Magnolia Award (Shanghái) for "The Drama of Dresden"
- 2005 Nominated – World Television Award (Banff) for "The Miracle of Bern – The True Story"
- 2005 International Emmy Award (New York) for "The Drama of Dresden" (together with Sebastian Dehnhardt und Guido Knopp)
- 2004 Nominated – Magnolia Award (Shanghái) for "Stalingrad"
- 2004 German Television Award for "The Miracle of Bern – The True Story"
- 2003 Nominated – International Emmy Award for "Stalingrad"